# Chef de bataillon
Le terme « chef de bataillon » est une des appellations du grade de commandant, utilisée dans l'Armée de terre française.
Le commandant est dit « chef de bataillon », du nom de son commandement dans les unités des armes dites « armes à pied » : infanterie, chasseurs à pied (aujourd'hui subdivision d'arme de l'infanterie), génie, transmissions. Dans les unités des armes dites « armes à cheval », on utilise le terme de « chef d'escadron » dans le train des équipages, l'artillerie et la Gendarmerie, et celui de « chef d'escadrons » — où le mot escadron est mis au pluriel — dans l'arme blindée-cavalerie.
Sous la Révolution française, durant l'existence des bataillons de volontaires, composés généralement de 550 à 600 hommes, le chef de bataillon avait le grade de « lieutenant-colonel en chef ». Son adjoint était un « lieutenant-colonel en second ».